# Yannick Monnet
Pour les articles homonymes, voir Monnet.
Yannick Monnet est un homme politique français né le 7 octobre 1975 à Moulins dans Allier. Membre du Parti communiste français, il est conseiller régional d'Auvergne-Rhône-Alpes depuis 2021 et député élu dans la première circonscription de l'Allier depuis 2022.

## Biographie
Yannick Monnet est titulaire d'un diplôme en ingénierie sociale. Il a travaillé comme éducateur spécialisé de rue à Moulins pendant de nombreuses années.
Secrétaire fédéral du Parti communiste français dans l'Allier, il est conseiller municipal d'opposition à Moulins depuis 2008,. Il mène la liste de rassemblement de la gauche pour les élections municipales de 2020 et est reconduit pour un troisième mandat,.
En 2021, il est élu conseiller régional d'Auvergne-Rhône-Alpes, en étant présent sur la liste PS L'Alternative, en rupture avec son parti qui avait conclu à l'échelon régional une alliance avec La France Insoumise.
En vue des élections législatives de 2022, il est désigné par les adhérents communistes de la 1re circonscription pour remplacer Jean-Paul Dufrègne qui avait souhaité « passer le relais ». Candidat sous la bannière de Nouvelle Union populaire écologique et sociale, avec Jean-Paul Dufrègne comme suppléant, il arrive largement en tête au premier tour et est élu député le 19 juin 2022 avec 55,51 % des suffrages, face au candidat de la majorité présidentielle.
Il indique souhaiter s'engager prioritairement sur les questions de santé avec trois mesures pour les territoires ruraux : le renforcement de l’hôpital public, la sortie de la tarification à l’activité et l'ouverture des centres de santé avec des médecins salariés. Ces mesures sont selon lui indispensables pour l’attractivité de ces territoires.
Il présente à nouveau sa candidature sous la bannière du Nouveau Front populaire en vue des élections législatives anticipées de 2024. Il récolte 28,84 % des voix, arrivant deuxième après la candidate du Rassemblement national Anne-Marie Thès qui rassemble 38,61 %,. Il est réélu député au second tour avec une courte majorité (50,61 % des suffrages exprimés contre 49,39 %).

## Synthèse des résultats électoraux

### Élections législatives
| Année | Parti  | Parti | Circonscription | 1er tour | 1er tour | 1er tour | 2d tour | 2d tour | 2d tour | Issue |
| Année | Parti  | Parti | Circonscription | Voix     | %        | Rang     | Voix    | %       | Rang    | Issue |
| ----- | ------ | ----- | --------------- | -------- | -------- | -------- | ------- | ------- | ------- | ----- |
| 2022  |        | PCF   | 1re de l'Allier | 13 578   | 30,57    | 1er      | 21 832  | 55,51   | 1er     | Élu   |
| 2024  | 17 043 | PCF   | 1re de l'Allier | 28,84    | 2e       | 28 470   | 50,61   | 1er     | Élu     |       |